# Gourpouo
Gourpouo est une commune rurale située dans le département de Koper de la province de l'Ioba dans la région Sud-Ouest au Burkina Faso.

## Géographie
Gourpouo se trouve à 4 km au sud de Koper et à environ 20 km au sud-est de Dano, le chef-lieu provincial. Le village se trouve à 5 km au nord-ouest de la route nationale 20 et de la frontière ghanéenne.

## Santé et éducation
Gourpouo accueille un centre de santé et de promotion sociale (CSPS) tandis que le centre médical avec antenne chirurgicale (CMA) de la province se trouve à Dano.